# Glorious Results of a Misspent Youth
Glorious Results Of A Misspent Youth è il quarto album di Joan Jett, pubblicato nel 1984 per l'etichetta discografica Blackheart Records.

## Tracce
1. Cherry Bomb (Fowley, Jett) 2:35 (The Runaways Cover)
2. I Love You Love Me Love (Glitter, Leander)	3:18 (Gary Glitter Cover)
3. Frustrated (Jett, Laguna) 4:37
4. Hold Me (Byrd, Jett, Laguna) 3:11
5. Long Time (Jett, Laguna) 2:27
6. Talkin' Bout My Baby (Byrd, Jett, Laguna) 3:37
7. I Need Someone (Falciglia, Mastrangelo) 3:15 (Dion & the Belmonts Cover)
8. Love Like Mine (Jett, Laguna) 4:01
9. New Orleans (Guida, Royster) 2:54 (Gary U.S. Bonds Cover)
10. Someday (Byrd, Jett, Laguna) 2:47
11. Push and Stomp (Byrd, Jett, Laguna) 3:03
12. I Got No Answers (Jett, Laguna) 2:27

### Tracce bonus (remaster)
- 13. Hide and Seek (Bunker Hill Cover)
- 14. I Can't Control Myself (The Troggs Cover)
- 15. Bird Dog (Everly Brothers Cover)
- 16. Talkin' Bout My Baby [live]
- 17. Cherry Bomb [dance mix] (The Runaways Cover)
- 18. I Need Someone [dance mix] (Dion & the Belmonts Cover)
- 19. Bombs Away

## Formazione
- Joan Jett - voce, chitarra
- Ricky Byrd - chitarra, voce
- Gary Ryan - basso
- Lee Crystal - batteria

### Altri musicisti
- Jack Baskow - sassofono
- Arno Hect - sassofono tenore
- Jack Bashkow - sassofono
- Crispin Cioe - sassofono baritono
- Robert Funk - trombone
- Hollywood Paul Litteral - tromba
- Ross Levinson - strings